# Грове, Мармадуке
Мармадуке Гро́ве Валье́хо (исп. Marmaduque Grove Vallejo, 6 июля 1878 года, Копьяпо, Чили — 15 мая 1954 года, Сантьяго, Чили) — чилийский военный, государственный и политический деятель. Главнокомандующий ВВС Чили (1932). Член Правительственной хунты и министр национальной обороны Социалистической республики Чили (1932). Сенатор Республики Чили (1934–1949).
Основатель Социалистической партии Чили.

## Биография
Получил военное образованиев в Академии сухопутных сил, которую закончил лейтенантом артиллерии. Масон. Одним из одноклассников Грове по Академии был Карлос Ибаньес. Брат Мармадуке Грове был женат на сестре Сальвадора Альенде.
В январе 1925 года вместе с Карлосом Ибаньесом возглавил военный переворот, восстановивший ранее свергнутого Артуро Алессандри на посту президента. В 1925 входил в правительственную хунту. С 1926 года служил военным атташе в Лондоне. После разрыва с правительством Ибаньеса в 1928 году эмигрировал в Аргентину.
21 сентября 1930 года предпринял попытку свергнуть Ибаньеса. На oкрашенном в красный цвет самолете Грове прилетел из Аргентины в Консепсьон и попытался поднять восстание среди местного гарнизона. Сразу же после приземления Грове схватили карабинеры, он был осуждён и сослан на остров Пасхи. Гровe сумел сбежать с острова на борту французского корвета, державшего курс на Таити. Оттуда он перебрался в Марсель.
После свержения Ибаньеса в 1931 году Мармадуке Грове стал командующим ВВС Чили. Вместе с двумя гражданскими лицами, Эухенио Матте и Карлосом Давилой, возглавил переворот в июне 1932 года, в результате которого был свергнут президент Хуан Эстебан Монтеро. Создается правящая хунта во главе с Грове и провозглашается Социалистическая республика Чили. Грове занимает также пост военного министра. Двенадцать дней спустя Карлос Давила устраняет хунту и становится временным президентом. Грове вновь был выслан на остров Пасхи. Три месяца спустя новый переворот заставляет Давилу уйти. В октябре 1932 года проводятся выборы, и президентом вновь избирается Алессандри. Грове баллотируется на этих выборах  от социалистического Нового общественного движения, занимает второе место с результатом 34,7%. В 1933—49 сенатор.
Был лидером основанной в 1933 году Социалистической партии Чили (СПЧ). Генеральный секретарь СПЧ в 1935—37, с 1937 председатель СПЧ, председатель Народного фронта в 1938—1940 годах.